# Paraísos Artificiais
Paraísos Artificiais (Les paradis artificiels no original) é um livro do poeta francês Charles Baudelaire publicado em 1860. Escrito em forma de artigo, o texto analisa o efeitos de três substâncias psicotrópicas, muito populares à época, quais sejam: o haxixe, o ópio e o vinho. Ao discorrer sobre o haxixe, o autor se baseia em suas próprias experiências, vivenciadas no ”Club des Hachichins“, círculo de artistas e intelectuais que se reunia no Hotel Pimodan, onde residia Charles Baudelaire. As sensações de alargamento dos sentidos provocadas por tais expedientes são descritas com a linguagem precisa e poética própria do autor.
Os efeitos do ópio, por sua vez, são apresentados tendo como plano de fundo os escritos de Thomas De Quincey, “Confissões de um Comedor de Ópio”. Os efeitos iniciais e os efeitos crônicos do uso do ópio são expostos de forma a ilustrar tanto as abstrações surreais advindas de tal higiene, quanto os reveses que se deflagram no organismo dos adictos.
Por fim, o poeta faz uma ode ao vinho, descrevendo os agradáveis efeitos advindos de seu consumo moderado.
O livro inspirou o filme de drama brasileiro de mesmo nome, Paraísos Artificiais, de 2012, do diretor Marcos Prado. O diretor se pronunciou contando que sentiu que o título "se encaixava perfeitamente no filme, embora aborde outra época, meados do século XIX, e o consumo de outras drogas, vinho, ópio e haxixe".